# Solbiate
Solbiate är en ort och frazione i kommunen Solbiate con Cagno i provinsen Como i regionen Lombardiet i Italien. 
Solbiate upphörde som kommun den 1 januari 2019 och bildade med den tidigare kommunen Cagno den nya kommunen Solbiate con Cagno. Den tidigare kommunen hade 2 620 invånare (2018).